# Cubaris dhaliwali
Cubaris dhaliwali är en kräftdjursart som beskrevs av Lillemets och Wilson 2002. Cubaris dhaliwali ingår i släktet Cubaris och familjen Armadillidae. Inga underarter finns listade i Catalogue of Life.